# Podochilus lucescens
Podochilus lucescens är en orkidéart som beskrevs av Carl Ludwig von Blume. Podochilus lucescens ingår i släktet Podochilus och familjen orkidéer. Inga underarter finns listade i Catalogue of Life.